# Alétès (fils d'Hippotès)
Pour les articles homonymes, voir Alétès.
Dans la mythologie grecque, Alétès (en grec ancien Ἀλήτης / Alếtès) est le fils d’Hippotès, qui naît lors de l’exil de son père, d’où son nom (ἀλήτης signifiant errant ou vagabond). Lors du retour des Héraclides dans le Péloponnèse, il s’empara de la ville de Corinthe.

## Sources
- Strabon, Géographie [détail des éditions] [lire en ligne], VIII, 8, 5.
- Pausanias, Description de la Grèce [détail des éditions] [lire en ligne], II, 4, 3 et 4 ; V, 18, 8.
- Conon, Narrations [détail des éditions] [lire en ligne], 26.
- Callimaque, fragment 103.
- Pindare Olympiques, XIII, v. 17.
- Velleius Paterculus, Histoire romaine, I, 3.